# Xã Warren, Quận Camden, Missouri
Xã Warren (tiếng Anh: Warren Township) là một xã thuộc quận Camden, tiểu bang Missouri, Hoa Kỳ. Năm 2010, dân số của xã này là 2.922 người.